# 미국의 중동 외교 정책

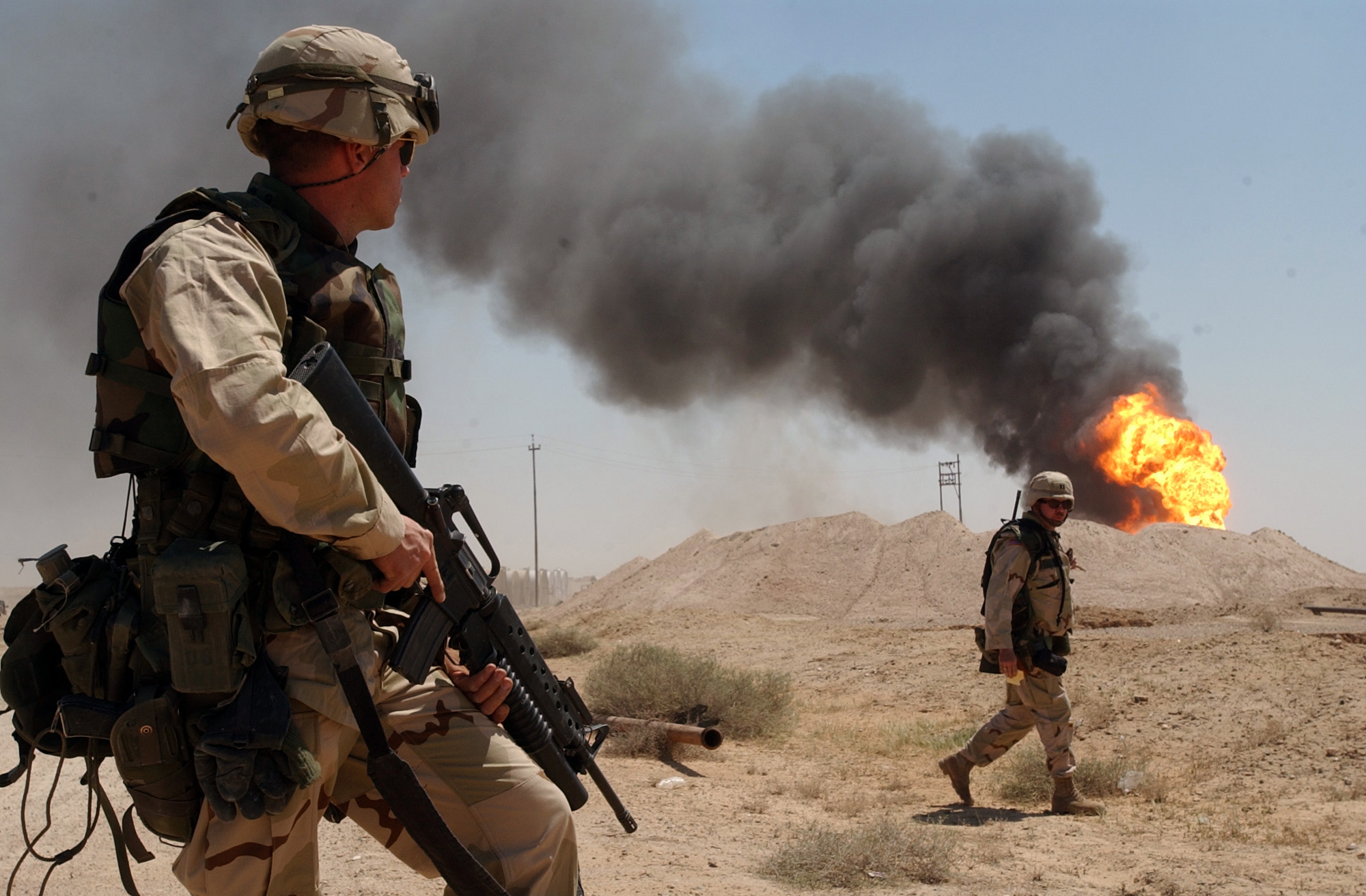
미국 해병대 병사들이 2003년 미국의 침공과 이라크 전쟁 중이던 2003년 4월 바스라주 루마일라 유전에서 불타는 유정 근처에서 경계를 서고 있는 모습

미국의 중동 외교 정책(영어: United States foreign policy in the Middle East)은 1776년 미국이 독립 주권 국가로 수립된 직후 발생한 19세기 초 트리폴리타니아 전쟁에 뿌리를 두고 있지만, 제2차 세계 대전의 여파 이후 훨씬 더 광범위해졌다. 냉전 기간 동안 소련이 이 지역에서 영향력을 확보하는 것을 막기 위한 목표로, 미국의 외교 정책은 반공주의 및 반소련주의 정권에 다양한 형태의 광범위한 지원을 제공했다. 이 목표와 관련하여 미국의 최우선 과제 중 하나는 아랍-이스라엘 분쟁이 절정에 달했을 때 소련의 지원을 받는 이웃 아랍 세계 국가들에 맞서 이스라엘을 지원하는 것이었다. 미국은 또한 페르시아만으로부터 안정적인 석유 흐름을 보장하는 등의 목표를 달성하기 위해 1960년대와 1970년대에 영국을 대체하여 사우디아라비아와 다른 페르시아만의 아랍 국가들의 주요 안보 후원자가 되었다. 2023년 현재 미국은 1979년 이슬람 혁명 이후 관계가 단절된 이란을 제외하고 중동의 모든 국가와 외교 관계를 맺고 있다.
대중동 지역에서 미국의 영향력은 최근 몇 년 동안, 특히 아랍의 봄 이후 크게 감소했지만, 여전히 상당하다. 현재 미국 연방 정부가 중동에서 우선시하는 사항에는 이스라엘-팔레스타인 분쟁 해결과 지역 국가들, 특히 이란에 대한 대량살상무기 확산 제한이 포함된다.

## 역사

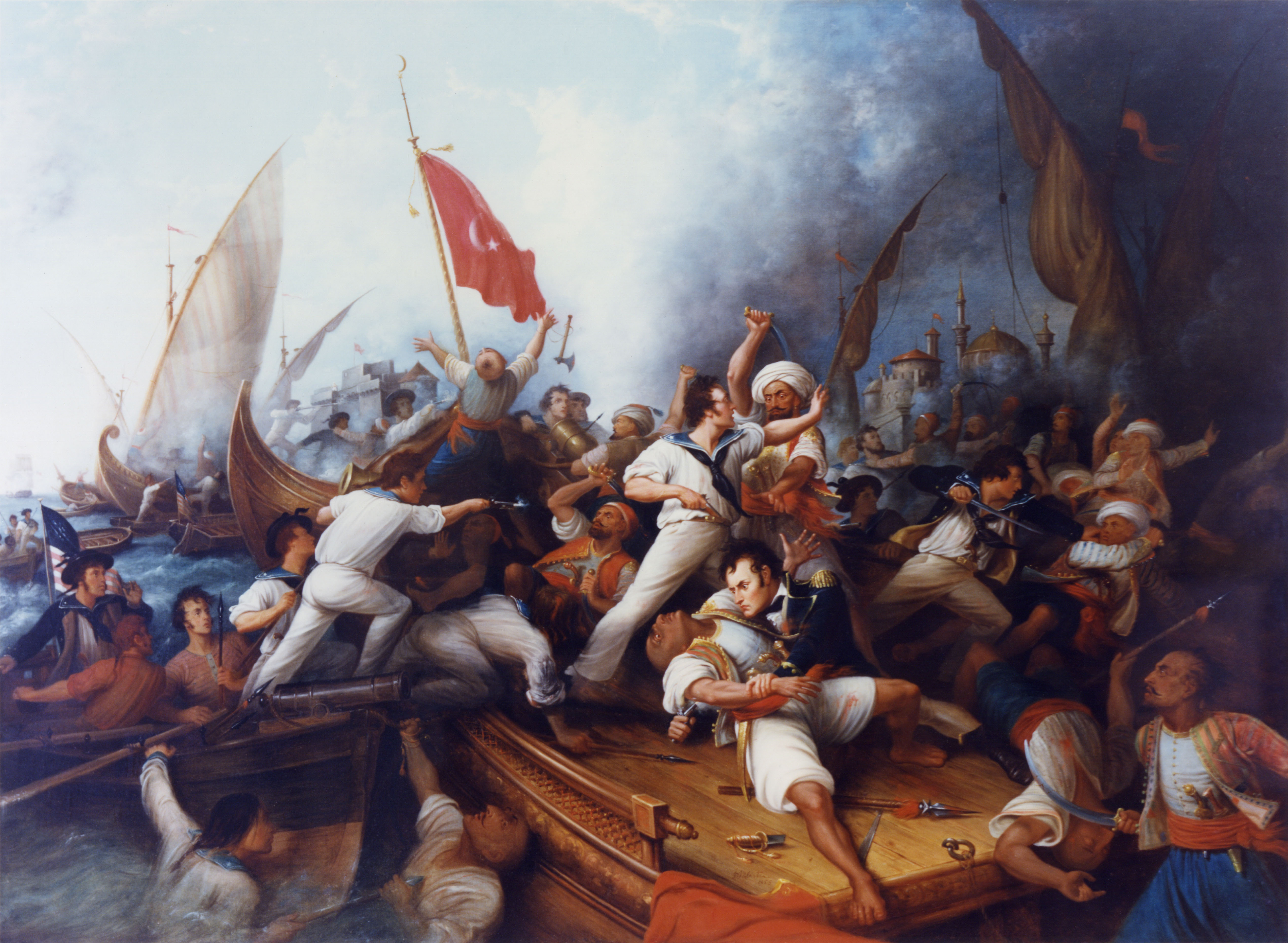
1804년 제1차 바르바리 전쟁 중 트리폴리타니아 군함을 나포하는 스티븐 디케이터

제1차 세계 대전 이전의 미국과 중동의 관계는 제한적이었지만, 19세기 초부터 상업적 유대가 존재했다. 미국은 1801년부터 1805년까지 트리폴리타니아 전쟁 동안 오스만령 트리폴리타니아와 군사적 분쟁에 참여했는데, 이는 토머스 제퍼슨 대통령이 지불을 거부한 조공 문제와 관련이 있었다. 앤드루 잭슨 대통령은 1833년에 오만 술탄과 공식적인 관계를 수립했다. (술탄은 미국을 영국의 압도적인 지역 영향력에 대한 잠재적인 균형추로 보았다.) 미국과 페르시아 간의 상업 관계는 1857년에 시작되었는데, 그 전에 영국이 1851년에 유사한 협정에 대한 페르시아 정부의 비준을 막았기 때문이었다.
제1차 세계 대전에서 오스만 제국을 패배시킨 후, 영국과 프랑스는 오스만 제국의 옛 영토 대부분을 점령했다. 그들은 국제연맹으로부터 위임통치를 받았다. 미국은 이 지역에서 어떤 위임통치도 받기를 거부했으며 "중동 전역에서 인기 있고 존경받았다". 실제로 "미국인들은 유럽인들과 관련된 이기심과 기만으로 오염되지 않은 좋은 사람들로 여겨졌다". 미국 기독교 선교사들은 종교적 개종 활동의 부속으로 중동 전역에 현대 의학을 도입하고 교육 기관을 세웠다. 또한 미국은 중동에 고도로 숙련된 석유 기술자들을 제공했다. 따라서 제2차 세계 대전 이전에 미국과 중동 사이에 일부 관계가 형성되었다. 미국과 중동 간 협력의 다른 예로는 1928년에 체결된 레드 라인 협정과 1944년에 체결된 영미 석유 협정이 있다. 이 두 협정은 법적 구속력이 있었고, 중동 에너지 자원, 주로 석유에 대한 미국의 통제 관심사를 반영했으며, 또한 "강력한 지역 경쟁자가 (재)등장하는 것을 막기 위한" 미국의 "안보적 필수성"을 반영했다. 레드 라인 협정은 다음 20년 동안 중동 석유 개발을 규제했다. 1944년의 영미 석유 협정은 미국과 영국 간의 중동 석유 통제에 대한 협상에 기반을 두고 있었다. 아래는 프랭클린 D. 루스벨트 미국 대통령이 1944년 영국 대사를 위해 염두에 두었던 내용을 보여준다:
페르시아 석유는... 당신들의 것이다. 우리는 이라크와 쿠웨이트의 석유를 공유한다. 사우디아라비아 석유는 우리의 것이다.

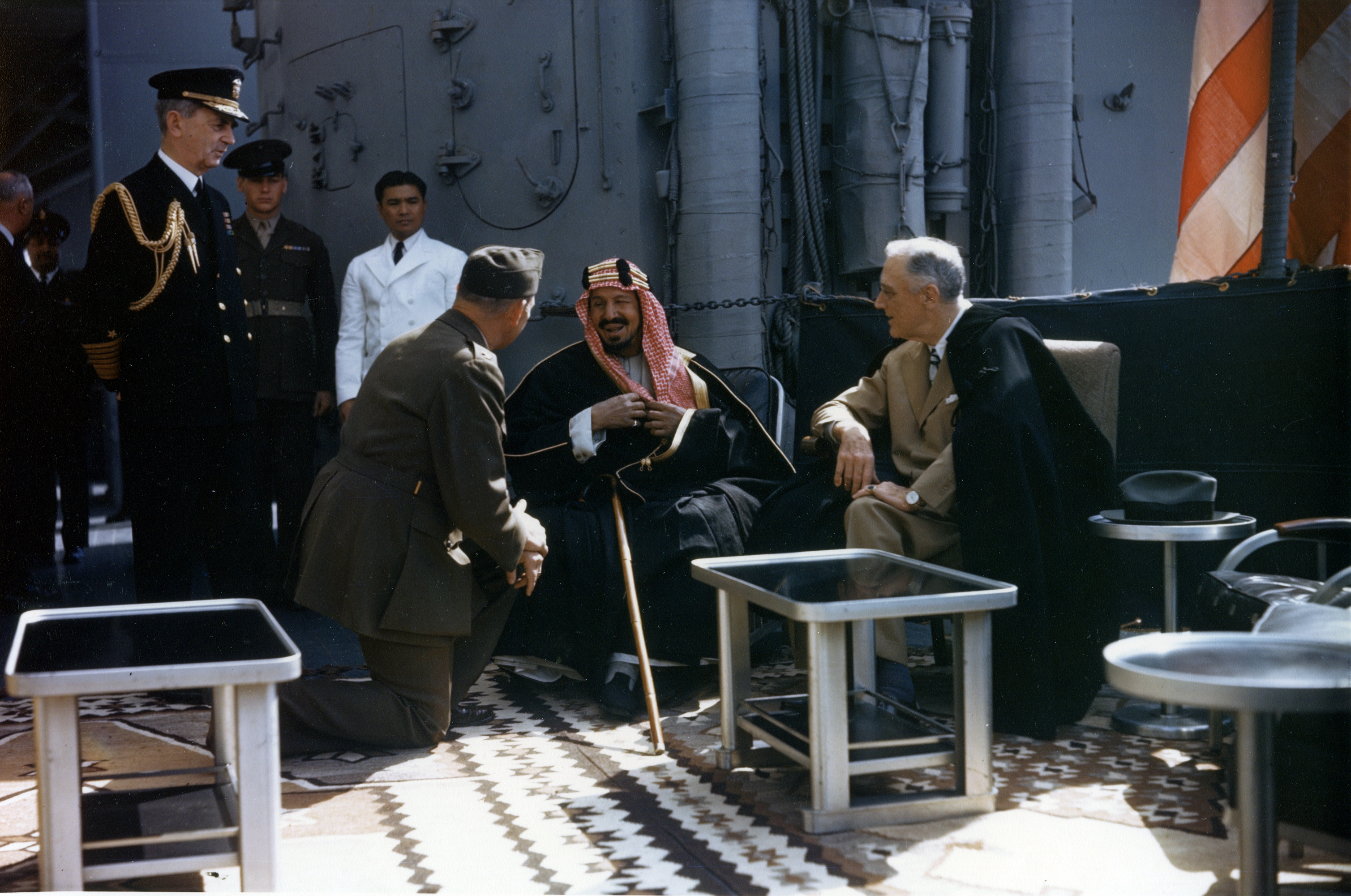
이븐 사우드 국왕이 1945년 2월 USS 퀸시 함상에서 프랭클린 D. 루스벨트 대통령과 대화하고 있는 모습

1944년 8월 8일, 영미 석유 협정이 체결되어 중동 석유를 미국과 영국 간에 분할했다. 그 결과, 정치학자 프레드 H. 로슨은 1944년 중반까지 미국 관리들이 서명국에 속하는 "모든 유효한 양허 계약 및 합법적으로 취득한 권리"를 보호하고 아직 양허되지 않은 지역에서 "균등한 기회" 원칙을 확립하는 영미 석유 협정을 체결함으로써 한반도에서의 자국 입지를 강화했다고 언급한다. 또한, 정치학자 어빈 앤더슨은 19세기 후반과 20세기 초 중동에 대한 미국의 이익을 요약하며, "이 기간의 가장 중요한 사건은 미국이 석유 순수출국에서 순수입국으로 전환한 것"이라고 언급한다.
제2차 세계 대전이 끝날 무렵, 워싱턴은 중동 지역을 "세계에서 가장 전략적으로 중요한 지역"으로 간주하게 되었고, 노엄 촘스키는 "세계 역사상 가장 위대한 물질적 이점 중 하나"라고 주장한다. 이러한 이유로, 미국이 중동 지역에 직접적으로 관여하기 시작한 것은 제2차 세계 대전 무렵이었다. 이 시기에 이 지역은 큰 사회적, 경제적, 정치적 변화를 겪고 있었고, 그 결과 중동은 내부적으로 혼란스러웠다. 정치적으로 중동은 민족주의 정치의 인기가 급증하고 지역 전역에서 민족주의 정치 집단의 수가 증가하면서 영국과 프랑스 식민지 세력에게 큰 어려움을 안겨주고 있었다.
역사가 잭 왓슨은 "유럽인들은 아랍 민족주의에 맞서 이 땅을 무한정 유지할 수 없었다"고 설명한다. 왓슨은 이어서 "1946년 말까지 팔레스타인은 마지막 남은 위임 통치령이었지만, 그것은 큰 문제를 야기했다"고 말한다. 사실, 이러한 민족주의적 정치 경향은 중동에 대한 미국의 이익과 충돌했는데, 중동 학자 루이즈 패싯은 "소련, 석유 접근, 그리고 팔레스타인에 유대 국가를 건설하려는 프로젝트"에 관한 것이라고 주장한다. 따라서 아랍 전문가인 레이먼드 헤어 대사는 제2차 세계 대전을 미국과 중동 관계의 "큰 전환점"으로 묘사했는데, 이 세 가지 이익이 나중에 중동에 대한 미국의 많은 개입의 배경과 이유가 되었고, 따라서 미국과 중동 간의 여러 미래 갈등의 원인이 되었기 때문이다.
2024년 현재 미국은 이라크에 약 2,500명, 시리아에 900명, 바레인, 지부티, 요르단, 쿠웨이트, 카타르, 아랍에미리트에 추가 병력을 포함하여 약 45,000명의 병력을 이 지역에 주둔시키고 있다. 이 병력 중 약 15,000명은 2023년 10월 7일 이후 일시적인 증강의 일환으로 이 지역에 배치되었으며, 미국은 그때까지 약 30,000명의 병력을 유지하고 있었다. 이 병력은 미국이 2010년에 이라크에 10만 명 이상, 아프가니스탄에 약 7만 명, 그리고 주변국에 훨씬 더 많은 병력을 배치했을 때의 병력 수에 비하면 일부에 불과하다. 2015년 이후 이라크 주둔 미군은 급격히 감소했으며, 2021년에는 모든 미군이 아프가니스탄에서 철수했다.

## 이스라엘

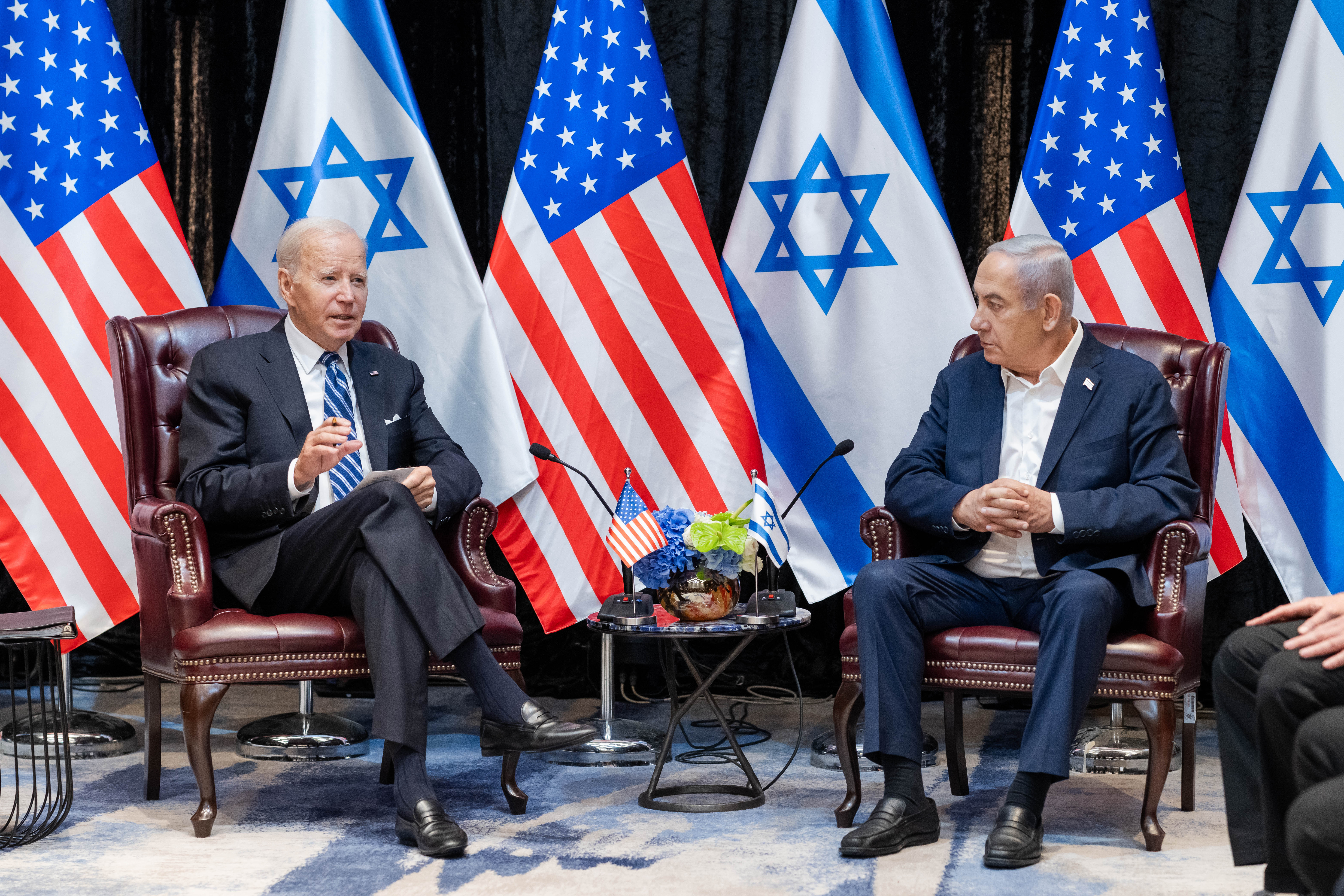
2023년 10월 18일 이스라엘 텔아비브에서 조 바이든 미국 대통령과 베냐민 네타냐후 이스라엘 총리

이스라엘은 미국에 의해 주요 비NATO 동맹국으로 지정되었다. 이스라엘-미국 관계는 미국의 중동 외교 정책에서 필수적인 요소이다. 의회는 이스라엘과의 긴밀한 관계 유지에 상당한 중요성을 부여해왔다. 분석가들은 이스라엘이 미국의 전략적 동맹국이며, 이스라엘과의 관계가 중동에서 미국의 영향력을 강화할 것이라고 주장한다. 전 미국 상원의원 제시 헬름스는 이스라엘이 이 지역에서 제공하는 군사적 발판만으로도 미국의 군사 원조 비용을 정당화한다고 주장했다. 그는 이스라엘을 "중동의 미국의 항공모함"이라고 언급했다.

### 이스라엘 건국 (1948년)
1947년, 미국과 트루먼 행정부는 국내 정치적 압력으로 인해 아랍-이스라엘 분쟁에 대한 해결책과 결의를 추진했고, 1948년 5월 새로운 이스라엘 국가가 탄생했다. 이 과정은 전투와 인명 손실 없이 이루어진 것이 아니었다. 그럼에도 불구하고, "이스라엘을 외교적으로 인정한 최초의 국가는 미국이었으며, 소련과 여러 서방 국가들이 빠르게 뒤를 이었다. 그러나 어떤 아랍 국가도 이스라엘을 인정하지 않았다." 미국은 이스라엘 독립 선언서 직후에 발생한 옛 팔레스타인 위임통치령에 대한 아랍 침공을 비난했다.

### 가자 전쟁 (2023년~현재)
2023년 10월 7일 하마스 주도의 이스라엘 공격과 그에 따른 가자 전쟁 이후, 바이든 행정부는 의회에 이스라엘에 대한 군사 지원을 위해 약 140억 달러의 원조를 요청했다. 의회는 2024년 2월 13일 법안을 승인했으며, 이 법안에는 군사 작전 지원(141억 달러), 방공(40억 달러), 그리고 아이언 빔 방어 시스템(12억 달러)을 위한 약 193억 달러가 포함되었다. 이 법안에는 또한 가자 및 서안 지구의 민간인과 전 세계 분쟁 지역에 갇힌 사람들을 위한 92억 달러의 인도주의적 지원도 포함되었다.
가자 인도주의적 위기에 직면한 이스라엘에 대한 지속적인 지원의 결과로, 미국과 조 바이든 대통령은 휴먼 라이츠 워치, 국경없는의사회, 헌법적 권리 센터와 같은 일부 NGO로부터 비판과 반발에 직면했다. 헌법적 권리 센터는 바이든 행정부가 "이스라엘의 가자 학살을 막기 위한 국제 및 미국 법률상의 의무를 다하지 못했다"는 혐의로 팔레스타인 국제 아동 방위 기구의 소송에 참여했다. 이 사건은 2024년 1월 31일 미국 북부 캘리포니아 지방법원에 의해 재판 불가능한 정치적 문제로 기각되었으며, 이 기각은 2024년 7월 15일 미국 제9항소법원에 대한 항소에서도 확정되었다.

## 1949년 시리아 쿠데타
시리아는 1946년에 독립 공화국이 되었지만, 1949년 3월 시리아 쿠데타는 후스니 알 자임 참모총장이 이끌었으며 초기 민정 통치 시기를 끝냈다. 자임은 쿠데타 이전 몇 달 동안 중앙정보국 요원들과 최소 6번 만나 권력 장악 계획을 논의했다. 자임은 미국의 자금이나 인력을 요청했지만, 이러한 지원이 제공되었는지는 알려져 있지 않다. 권력을 잡은 후 자임은 미국에 이익이 되는 몇 가지 중요한 결정을 내렸다. 그는 사우디아라비아 석유를 지중해 항구로 운송하기 위해 설계된 미국 프로젝트인 트랜스-아라비아 송유관 (TAPLINE)을 승인했다. TAPLINE 건설은 시리아의 비협조로 지연되고 있었다. 자임은 또한 이 지역의 두 미국 동맹국인 이스라엘과 튀르키예와의 관계를 개선했다. 그는 이스라엘과 휴전을 체결하여 1948년 아랍-이스라엘 전쟁을 공식적으로 종결했으며, 시리아와 튀르키예 간의 주요 분쟁 원인이었던 하타이주에 대한 시리아의 주장을 포기했다. 자임은 또한 지역 공산주의자들을 탄압했다. 그러나 자임의 정권은 오래가지 못했다. 그는 권력을 잡은 지 불과 4개월 반 만인 8월에 전복되었다.

## 모사데크와 이란의 샤 (1953년)

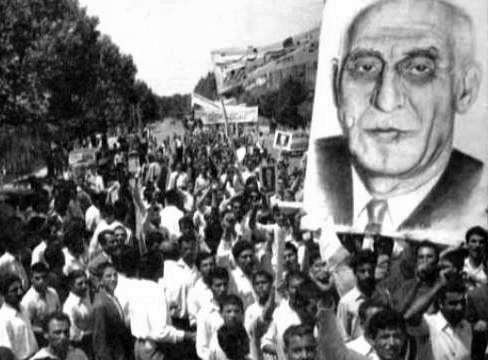
1952년 모하마드 모사데크 지지자들

이란에 대한 외세 개입에 반대하고 열렬한 민족주의자였던 모하마드 모사데크는 1951년 이란의 총리가 되었다. 따라서 모사데크가 당선되자 그는 이란 석유 산업을 국유화하기로 결정했는데, 이전에는 앵글로-이란 석유 회사를 통해 영국의 소유가 영국에 큰 이익을 가져다주었다. 또한, 이란 석유 국유화 이전에 모사데크는 영국과의 모든 외교 관계를 단절했다. 이란의 샤는 이란 석유 국유화에 반대했는데, 이는 석유 금수 조치로 인해 이란 경제가 파괴될 것을 우려했기 때문이었고, 따라서 샤는 모사데크의 정책이 이란에 미치는 영향에 대해 매우 우려했다. 마찬가지로 이란 석유 산업의 노동자들도 모사데크의 정책으로 인해 이란 석유 수출에 대한 제재의 경제적 효과를 경험했을 때 걱정했으며, 이란 전역에서 폭동이 발생했다.
이에 모하마드 레자 팔라비는 모사데크에게 사임을 요청했고, 이는 샤의 헌법적 권리였지만 모사데크는 이를 거부하여 전국적인 봉기로 이어졌다. 샤는 자신의 안전을 우려하여 국외로 도피했지만, 파즐롤라 자헤디 장군을 새 총리로 지명했다. 파즐롤라 자헤디 장군은 민족주의자였지만, 모사데크의 공산주의 투데흐당에 대한 관대한 태도에는 동의하지 않았고, 미국 역시 중동으로 소련의 영향력이 확산될 것을 우려하여 이 문제에 대해 점차 우려하게 되었다. 따라서 1952년 말, 영국 정부는 미국 행정부에 모하마드 모사데크의 제거를 도와달라고 요청했다. 해리 S. 트루먼 대통령은 모사데크가 소련의 영향력에 대한 귀중한 방어벽이라고 생각했다. 그러나 트루먼은 1953년 1월에 퇴임했고, 새로운 드와이트 아이젠하워 행정부는 모사데크에 대한 영국의 우려를 공유했다. 앨런 덜레스 CIA 국장은 1953년 4월 4일 "모사데크의 몰락을 가져올 어떤 방식이든" 사용될 백만 달러를 승인했다. 결과적으로 8월 15일의 실패한 시도 이후, "1953년 8월 19일, 파즐롤라 자헤디 장군이 [미국과 영국의 도움으로] 성공하여 모사데크가 전복되었다. CIA는 1953년 8월 21일 자헤디 장군의 정권에 5백만 달러를 비밀리에 전달했다."
CIA 작전인 아작스 작전이라고 자주 불리는 이 작전은 커밋 루스벨트 주니어 CIA 요원이 이끌었으며, 1953년 8월 22일 샤의 복귀를 보장했다.

## 수에즈 위기 (1956년)
1954년 미국으로부터 막대한 군사 원조를 받았음에도 불구하고, 1956년이 되자 이집트 지도자 가말 압델 나세르는 자국에 대한 미국의 영향력에 지쳐 있었다. 나세르는 원조의 대가로 미국이 이집트 사업과 정치에 개입하는 것이 "식민주의 냄새를 풍긴다"고 생각했다. 실제로 정치학자 B.M. 블렉먼은 1978년에 "나세르는 미국에 대해 양면적인 감정을 가지고 있었다. 1952년부터 1954년까지 그는 미국 관리들과 친밀한 관계를 유지했으며 워싱턴에서는 유망한 온건 아랍 지도자로 간주되었다. 그러나 1955년 소련과의 무기 거래 체결은 카이로와 워싱턴 간의 관계를 상당히 냉각시켰고, 덜레스-아이젠하워의 1956년 중반 아스완 댐 자금 지원 제안 철회 결정은 우호적인 관계를 유지할 가능성에 또 다른 타격을 주었다. 1956년 10월 영국, 프랑스, 이스라엘의 이집트 공격에 대한 아이젠하워의 반대 입장은 나세르에게 일시적인 감사함을 불러일으켰지만, 이후 '나세르주의'를 '억제'하는 것을 분명히 목표로 한 아이젠하워 독트린의 발전은 카이로에서 미국에 대한 남아있던 호의를 약화시켰다."라고 주장했다. "1956년의 수에즈 위기는 영국의 힘의 소멸과 중동에서 지배적인 세력으로서의 미국의 점진적인 대체로 특징지어졌다." 아이젠하워 독트린은 이러한 과정의 한 표현이 되었다. "아이젠하워 독트린의 일반적인 목표는 10년 전에 공식화된 트루먼 독트린과 마찬가지로 소련 확장을 억제하는 것이었다." 또한, 이 독트린이 1957년 3월 9일에 최종 확정되었을 때, "본질적으로 대통령에게 중동에 군사적으로 개입할 수 있는 재량을 부여했다... 의회의 동의를 얻을 필요 없이." 실제로 중동 학자 아이린 L. 거든지에 따르면, "아이젠하워 독트린으로 미국은 중동에서 '무경쟁 서방 강대국'으로 부상했다."

### 아이젠하워 독트린

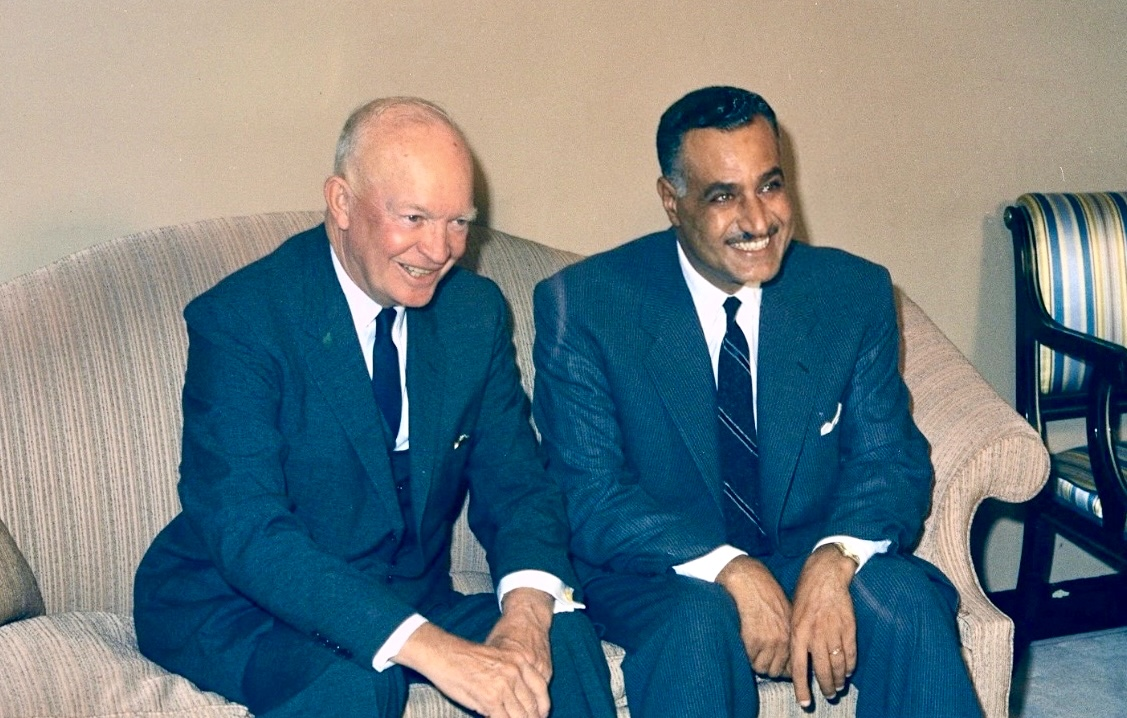
1960년 뉴욕에서 나세르와 아이젠하워.

수에즈 위기 이후 중동의 권력 공백에 대응하여 아이젠하워 행정부는 소련의 위협이나 내부 혼란으로부터 지역을 안정시키기 위한 새로운 정책을 개발했다. 영국의 위신 하락과 이 지역에 대한 소련의 관심 증가를 고려할 때, 대통령은 1957년 1월 5일 의회에 미국이 중동 안보에 대한 새로운 책임을 받아들이는 것이 필수적이라고 통보했다. 아이젠하워 독트린으로 알려진 이 정책에 따라, 중동 국가는 무력 침략의 위협을 받을 경우 미국의 경제적 지원이나 미군 병력의 도움을 요청할 수 있었다. 아이젠하워는 주요 아랍 국가나 이스라엘이 이 독트린을 지지하도록 설득하기 어려움을 겪었지만, 이 새로운 독트린을 요르단 왕국을 지탱하기 위한 경제 원조를 제공하고, 시리아의 이웃 국가들에게 시리아에 대한 군사 작전을 고려하도록 독려하며, 미군을 레바논에 파견하여 급진적인 혁명이 그 나라를 휩쓸지 못하도록 막는 방식으로 적용했다. 레바논에 파견된 병력은 전투를 벌이지 않았지만, 이 파견은 아이젠하워 대통령 재임 기간 동안 미군이 잠재적인 전투 상황으로 해외에 파견된 유일한 사례였다.
미국의 지원이 레바논과 요르단이 혁명을 피하도록 도왔지만, 아이젠하워 독트린은 나세르의 지위를 탁월한 아랍 민족주의자로 높였다. 미국의 시리아 개입이 서투르게 진행된 부분적인 결과로, 나세르는 이집트와 시리아 간의 정치적 연합인 단명한 아랍 연합 공화국을 설립했다. 미국은 또한 1958년 이라크 쿠데타로 인해 우호적인 중동 정부를 잃었는데, 이 쿠데타로 파이살 2세 국왕이 압드 알 카림 카심 장군에 의해 이라크의 지도자로 교체되었다.

### 요르단
한편, 요르단에서는 민족주의적 반정부 폭동이 발생했고, 미국은 그해 말 요르단 개입에 대비하여 인근 레바논에 해병대 대대를 파견하기로 결정했다. 더글라스 리틀은 워싱턴의 군사력 사용 결정이 레바논의 궁지에 몰린 보수 친서방 정권을 지원하고, 나세르의 범아랍주의를 격퇴하며, 석유가 풍부한 지역에서 소련의 영향력을 제한하려는 결의에서 비롯되었다고 주장한다. 그러나 리틀은 불필요한 미국의 행동이 부정적인 장기적 결과를 가져왔다고 결론짓는데, 특히 레바논의 취약한 다민족 정치 연합을 훼손하고 지역 전역의 아랍 민족주의를 소외시켰다는 점을 지적한다. 친미적인 요르단의 후세인 국왕을 권좌에 유지하기 위해 CIA는 연간 수백만 달러의 보조금을 보냈다. 1950년대 중반 미국은 레바논, 이라크, 튀르키예, 사우디아라비아의 동맹국들을 지원하고 시리아 근처에 함대를 파견했다. 그러나 1958년은 미국 외교 정책에 어려운 한 해가 될 것이었다. 1958년 시리아와 이집트가 "아랍 연합 공화국"으로 합병되었고, 레바논에서는 반미 및 반정부 반란이 일어나 레바논 대통령 샤문이 미국에 도움을 요청하게 되었으며, 이라크의 매우 친미적인 파이살 2세 국왕이 민족주의 군 장교 그룹에 의해 전복되었다. "[나세르]가 레바논에서 불안을 야기하고, 어쩌면 이라크 혁명을 계획하는 데 도움을 주었다"는 것이 상당히 "일반적으로 믿어졌다".

## 제3차 중동 전쟁(1967년) 및 검은 9월(1970년)
1967년 6월, 이스라엘은 제3차 중동 전쟁에서 이집트, 요르단, 시리아와 싸웠다. 전쟁의 결과로 이스라엘은 요르단강 서안 지구, 골란고원, 그리고 시나이반도를 점령했다. 미국은 이스라엘에 무기를 지원했으며 1970년대 내내 이스라엘을 재정적으로 계속 지원했다. 1970년 9월 17일, 미국과 이스라엘의 도움으로 요르단군은 PLO 게릴라 캠프를 공격했으며, 요르단의 미국 제공 공군은 위에서 네이팜탄을 투하했다. 미국은 레바논 해안에 항공모함 인디펜던스와 구축함 6척을 배치하고 튀르키예에 병력을 준비시켜 공격을 지원했다.
이란 혁명 이전의 미국 개입은 모두 부분적으로는 경제적 고려에 기반을 둔 것으로 입증되었지만, 그보다는 국제 냉전 상황에 더 큰 영향을 받고 이끌렸다.

## 이란-이라크 전쟁 (1980년~1988년)
1980년 9월 22일, 사담 후세인의 이라크가 아야톨라 호메이니가 통치하던 이란을 공격하여 10개 군사 비행장에 폭격을 시작하면서 이란-이라크 전쟁이 시작되었다.

### 이라크 지원
1992년 7월 테드 코펠의 ABC 뉴스 방송은 이라크에 돈, 무기, 이중 용도 기술, 그리고 필요시 이란에 대한 비상 행동 계획을 제공하는 등 미국과 이라크의 협력을 지적한다. 공개된 CIA 파일에 따르면, 미국은 이라크가 화학무기를 사용하는 것을 알고 있었음에도 불구하고 후세인의 이라크를 지원했다. 이는 이라크가 승인하지 않은 1925년 제네바 의정서를 위반하는 것이었다. 더욱이 미국 국방정보국은 이라크에 이란군의 위성 위치를 제공하여 적군을 추적하는 데 도움을 주었다. 전쟁에서 미국의 입장은 "비밀리에 그러나 명백하게" 친이라크 지원을 했다.

몇몇 학자들은 미국이 후세인의 이란 공격에 "청신호"를 주었다고 주장했다. 그러나 현재 이용 가능한 미국과 이라크 문서를 고려하면 "청신호" 가설은 "현실이라기보다는 신화"에 가깝다. 미국은 전쟁 시작을 위한 초기 장려를 제공하지 않았으며 후세인의 공격은 미국과 무관했다.
이라크에 대한 미국 정부의 지원은 비밀이 아니었고, 미국 상원과 미국 하원의 공개 회의에서 자주 논의되었다. 1992년 6월 9일, ABC의 나이트라인에서 테드 코펠은 "레이건/부시 행정부가 이라크에 돈, 농업 신용, 이중 용도 기술, 화학 물질, 무기의 흐름을 허용했으며, 자주 장려했다"고 보도했다.
이란과의 분쟁에서 이라크에 대한 미국의 시각은 열정적으로 지지하는 것이 아니었고, 지원 활동은 주로 이란의 승리를 막기 위한 것이었다. 이는 헨리 키신저가 "둘 다 지면 좋겠다"고 말했을 때 잘 요약되었다.

### 이란 지원
미국-이란 관계는 이란 1979년 혁명 이후 급격히 변했다. 이는 샤의 몰락과 서방 세계와의 친밀감, 그리고 호메이니의 이슬람 율법 회귀를 의미했다. 1979년 주이란 미국 대사관이 시위대에 점령되었고 미국 민간인들이 인질로 잡혔다. 1980년, 미국은 이스라엘이 전쟁 중에 이란에 미국 무기를 판매하는 것을 허용하도록 정책을 변경했다. 미국과 이스라엘 간의 거래는 국무부 고문인 로버트 맥팔레인이 조정했으며, 알렉산더 헤이그 미 국무장관과 메나헴 베긴 이스라엘 총리가 6개월에서 18개월 동안 무기를 공급하기로 합의했다. 이란에 대한 이러한 지원은 처음에는 미국 인질을 돌려받는 방법으로 설명되었다. 그러나 인질들은 이란에 대한 미국의 무기 공급 전에 풀려났다. 또한, 이 무기 제공은 정해진 기간보다 더 오래 지속되었다. 실제로, 이는 1985년 11월에 공개적으로 알려진 이란-콘트라 사건으로 알려지게 되었다. 미국은 이스라엘을 통해 이란에 무기를 공급했으며, 얻은 수익은 콘트라 반군, 즉 니카라과 산디니스타 전선의 반대자들을 지원하는 데 사용되었다.

## 쿠웨이트와 걸프 전쟁 (1991년)
1991년 걸프 전쟁은 이라크가 쿠웨이트를 침공한 후 미국이 주도하는 35개국 연합군이 이라크에 맞서 싸운 전쟁이었다. 이라크는 냉전 기간 동안 소련의 동맹국이었기 때문에 미국과의 관계는 거의 없었다. 이라크가 쿠웨이트 침공을 위협하자 미국은 이라크의 침공으로부터 역내 동맹국들을 보호할 것이라고 말했다. 1990년 침공 이후, 미국이 유엔 안전 보장 이사회 회의를 요청하고 결의안 660호를 채택하면서 경제 제재가 시행된다. 미국은 팔레스타인 문제에 대한 해결책이 발견되면 이라크군이 쿠웨이트를 떠나겠다는 이라크군의 제안을 거부했다. 1991년 미국은 결의안 678호에 따라 군사적 수단을 사용했다. 또한 연합군이 창설되었으며, 병력의 73%가 미국인이었다. 미군은 공습과 지상전을 통해 여러 전투에서 이라크군에 대한 많은 공격을 주도했다.

## 사우디아라비아

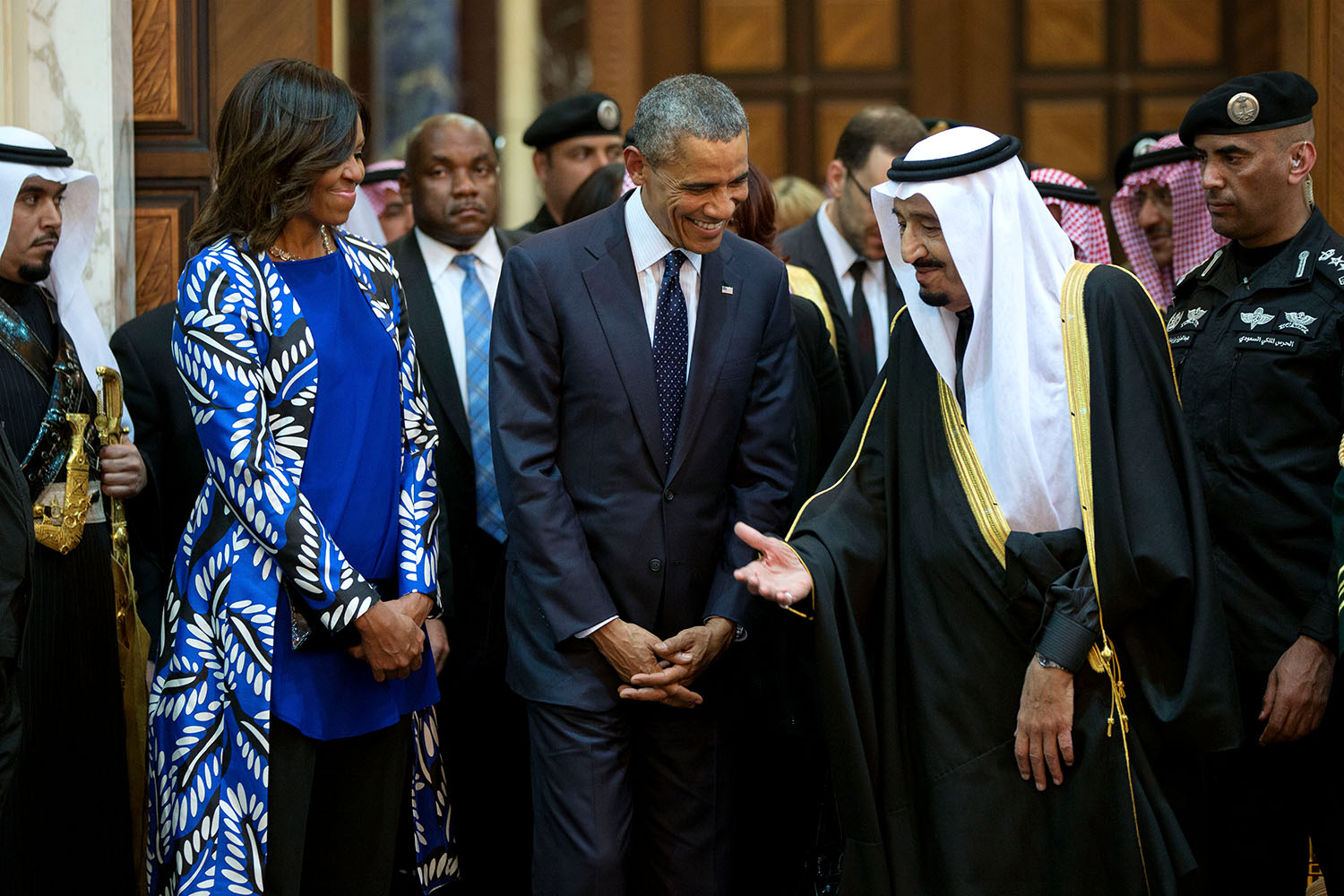
리야드에서 살만 빈 압둘아지즈 알사우드 국왕과 함께 걷는 버락 오바마 대통령과 영부인 미셸 오바마. 2015년 1월 27일

사우디아라비아와 미국은 전략적 동맹국이지만, 9·11 테러 이후 미국과의 관계가 경색되었다.
사우디아라비아에 대한 미국의 외교 정책은 1945년 퀸시 협정에서 시작되었는데, 이 협정에서 미국은 안전한 석유 공급 접근권을 대가로 사우디아라비아에 군사 안보를 제공하기로 합의했다. 걸프 전쟁 동안 사우디아라비아에 군사 원조가 제공되었으며, 사우디아라비아를 이라크로부터 보호하기 위해 거의 50만 명의 병력이 파견되었다.
2015년 3월, 버락 오바마 대통령은 예멘 군사 개입에서 사우디군에 물류 및 정보 지원을 제공하도록 미군을 승인했으며, 사우디아라비아와 "합동 계획 셀"을 설립했다고 발표했다. 휴먼 라이츠 워치 보고서는 미국산 폭탄이 무차별적으로 민간인을 표적으로 삼고 전쟁법을 위반하는 공격에 사용되고 있다고 밝혔다.
2020년 미국 대통령 선거 캠페인 기간 동안 바이든은 사우디아라비아를 "국제적 왕따"로 만들겠다고 공언했다. 바이든 행정부는 사우디아라비아와의 관계에서 인권 정책을 핵심적인 중재자로 강조했다. 2021년 2월 미국 정보 보고서가 사우디 왕세자가 카쇼기 암살에 직접적으로 연루되었다고 비난한 후 외교 관계는 새로운 최저점을 기록했다. 러시아의 우크라이나 침공 기간 동안 사우디아라비아는 블라디미르 푸틴을 고립시키려는 미국의 노력을 거부하고, 2022년 10월 OPEC 국가들의 원유 생산량을 줄이기 위해 협력함으로써 러시아와의 관계를 강화했다. 이 사건은 미국에서 강력한 반발을 불러일으켰고, 관계는 "사상 최저점"으로 떨어지며 긴장이 더욱 악화되었다. 미국 관리들은 사우디아라비아가 미국-EU 제재를 회피하도록 러시아를 적극적으로 돕고 블라디미르 푸틴을 고립시키려는 서방의 노력을 약화시킨다고 비판했다. 사우디아라비아는 또한 미국의 중국봉쇄정책에 맞섰다. 2022년 12월, 사우디아라비아는 시진핑 중국 지도자를 초청하여 "포괄적 전략적 동반자 협정"을 체결하기 위한 일련의 정상회담을 개최했으며, 이는 중국-아랍 관계를 격상시켰다.

### 미국-사우디아라비아 무기 거래
양국은 테러와의 전쟁에서 이해관계를 공유하며 동맹국이다. 2017년, 도널드 트럼프 대통령은 사우디아라비아에 탱크, 전투함, 미사일 방어 시스템을 포함한 1150억 달러 상당의 무기를 제공하는 협정을 발표했다. 2018년 사우디 정부는 미국으로부터 145억 달러 이상의 무기를 구매했다. 또한 2018년, 예멘에서 테러와 싸우는 사우디 주도 연합군은 미국이 제공한 폭탄으로 스쿨버스를 폭격하여 어린이 40명을 살해했다. 많은 이들이 미국의 사우디 예멘 개입 지원을 비판했으며, 이는 어린이 1만 명의 사망에 기여했다. 2018년 12월, 상원의원들은 사우디아라비아의 예멘 전쟁에 대한 미국의 지원 중단을 표결했다.
미국이 예멘에 대한 사우디 주도 연합군의 개입에 대한 지원 부족은 양국 관계를 훼손했으며, 이로 인해 사우디아라비아는 미국의 원유 생산량 증산 요청을 거부했다.

## 예멘

### 20세기
미국은 1947년 예멘이 유엔 회원국이 되면서 예멘과 외교 관계를 수립했다. 예멘 아랍 공화국은 1962년에 수립되었고 같은 해 미국에 의해 승인되었다. 1967년, 미국은 남예멘을 승인했다. 20세기 예멘에 대한 미국의 정책은 통일을 지지하며 주로 인도주의적 지원과 일부 군사 작전에 집중되었다. 1990년대 미국은 농업, 교육, 보건을 지원하는 4200만 달러 규모의 프로그램을 예멘에서 개발했다. 그 대가로 예멘 정부는 미국 석유 회사들과 협력했다. 미국과 예멘의 관계는 양국이 쿠웨이트 위기 동안 다른 입장을 취하면서 악화되었다.

### 21세기

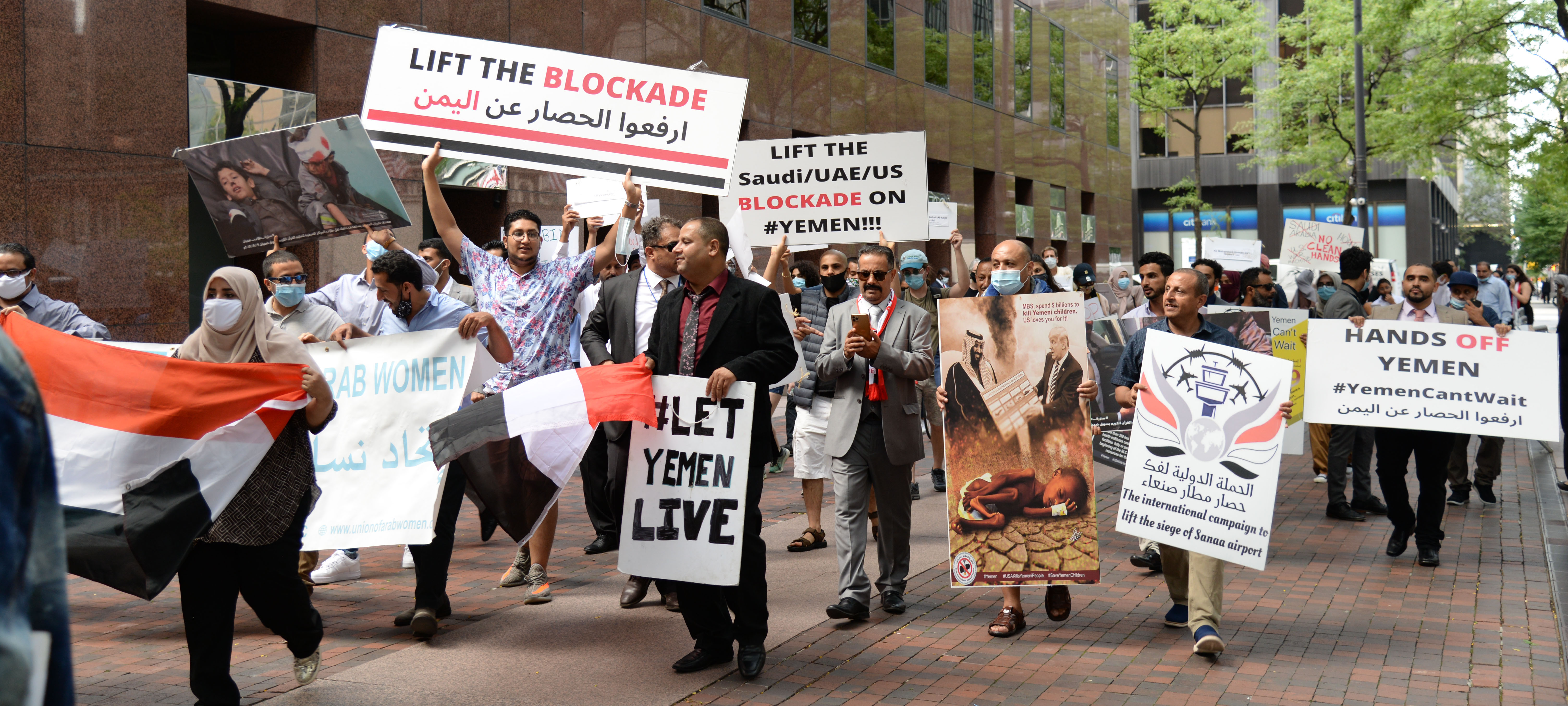
2020년 8월 뉴욕시에서 열린 예멘 행진

알카에다의 미국 테러 공격은 예멘에 대한 미국 정책을 변화시켰다. 미국은 테러 조직에 대해 많은 군사 작전을 벌였을 뿐만 아니라 인도주의적 지원과 다른 행위자들과의 협력도 진행했다. 또한 예멘 정부는 이 사건 이후 미국 정부와의 테러 조직 해체 협력을 개선했다.
지난 수십 년 동안 미국은 전쟁으로 인한 예멘의 인도주의적 위기에 대응해왔다. 지난 10년간 미국으로부터의 예멘 자금 지원은 2012년 1억 1500만 달러에서 2019년 거의 10억 달러로 증가했다. 이는 식량 안보, 보건, 교육, 보호와 같은 분야에 자금을 지원한다. 그러나 미국으로부터 지원을 받은 사우디 주도 연합군의 국가 접근 봉쇄는 인도주의적 지원이 완전히 적용되는 것을 방해한다.
예멘에 대한 군사 정책은 이전 대통령인 알리 압둘라 살레가 압드라부 만수르 하디로 교체된 이후 증가했는데, 하디는 예멘에서 테러와의 싸움에 훨씬 더 협조적이었다. 군사 정책은 미군에 의한 군사 훈련, 무기 공급, 그리고 공습으로 특징지어진다. 미국은 또한 2015년에 사우디아라비아와 협정을 체결하여 예멘에서 대테러 작전을 위해 사우디아라비아에 무기를 공급하기로 했다.

## 시리아 (2011년~현재)
2011년에는 많은 아랍 국가에서 반정부 시위가 발생했으며, 이를 아랍의 봄이라고 부른다. 시리아는 아사드 정부에 반대하는 시위를 벌였고, 이는 진압되면서 내전이 격화되었다.
시리아 내전에서 미국의 개입은 오바마 대통령 재임 시절인 2015년 미군 병력 투입으로 시작되었다. 미군 병력 투입은 트럼프 대통령 재임 시절에도 계속되었지만, 트럼프는 여러 차례 시리아에 "지상군"을 더 오래 주둔시키고 싶지 않다며 군대에 완전 철수를 요구했지만, 이는 결코 실현되지 않았다. 미국은 계속해서 최대 74개국으로 구성된 연합군을 이끌고 ISIS 테러 조직과 싸웠으며, 평화 유지 및 유전 순찰 임무도 수행했다. 상황은 2019년 튀르키예가 러시아와 협정을 맺고 러시아군도 직접 개입하면서 더욱 복잡해졌다. 미국과 서방 연합군은 주로 쿠르드족이 이끄는 YPG 및 SDF 해방군 편에서 여러 전투에 참여했으며, 이로 인해 근본적으로 시리아에서 쿠르드족과 싸우는 것을 멈추지 않은 튀르키예와 긴장이 고조되었다. 트럼프 대통령 재임 시절은 시리아에 파견된 미군에게 상황을 더 어렵게 만들었는데, 시리아 북동부 지역의 유전에 대한 관심 부족에서 실제로는 일어나지 않은 승리를 자신의 것으로 만들려는 관심으로 바뀌었기 때문이다. 그러나 시리아 주둔 미군의 상황은 여전히 불분명하며 바이든 행정부에서도 주둔이 계속되고 있으며, 군사 작전과 공습의 초점이 동쪽으로 이동하여 이란이 지원하는 민병대와 더 잘 싸우고 있다.

## 튀르키예

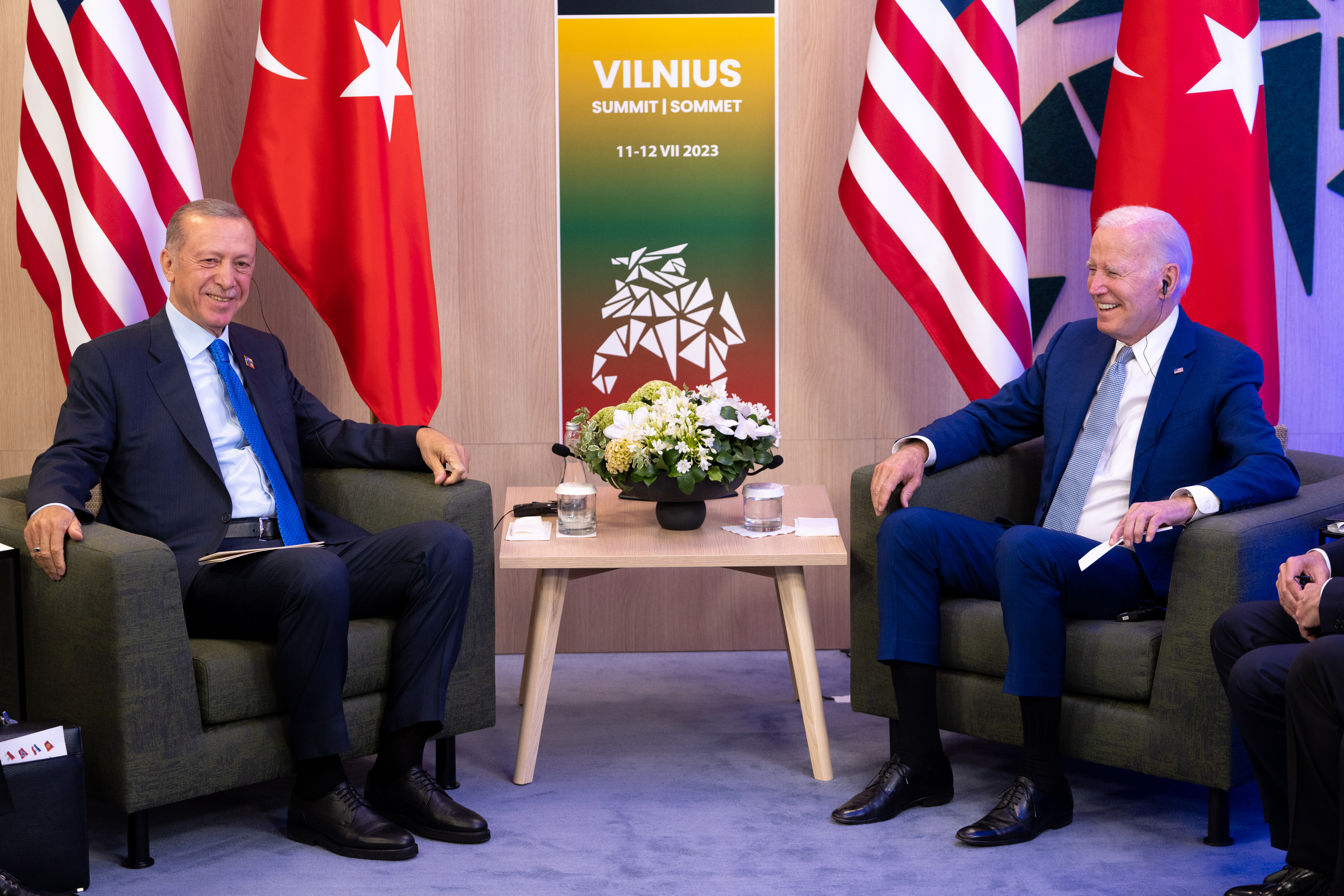
2023년 7월 조 바이든 대통령과 레제프 타이이프 에르도안 튀르키예 대통령

### 쿠데타 미수 (2016)
2016년 7월 15일, 튀르키예에서 튀르키예군 내부의 한 파벌이 정부와 레제프 타이이프 에르도안 대통령을 포함한 국가 기관에 대해 쿠데타를 시도했다.
튀르키예 정부는 쿠데타 지도자들이 튀르키예 공화국에 의해 테러 조직으로 지정된 펫훌라흐 귈렌이 이끄는 귈렌 운동과 연계되어 있다고 비난했다. 에르도안은 귈렌이 쿠데타의 배후에 있다고 비난했으며—귈렌은 이를 부인한다—미국이 그를 비호하고 있다고 비난했다. 레제프 타이이프 에르도안 대통령은 미국 중부사령부 사령관인 조지프 보텔 장군이 "쿠데타 모의자 편을 들었다"고 비난했다. (보텔은 튀르키예 정부가 국방부의 튀르키예 내 연락책을 체포했다고 비난한 후였다).

## 대중동 양자 관계

### 미국 동맹국
국가
- 이스라엘 (같이 보기) (주요 비NATO 동맹국)2018년 5월 14일 이스라엘 예루살렘의 주예루살렘 미국 대사관 봉헌식
- 사우디아라비아 (같이 보기)

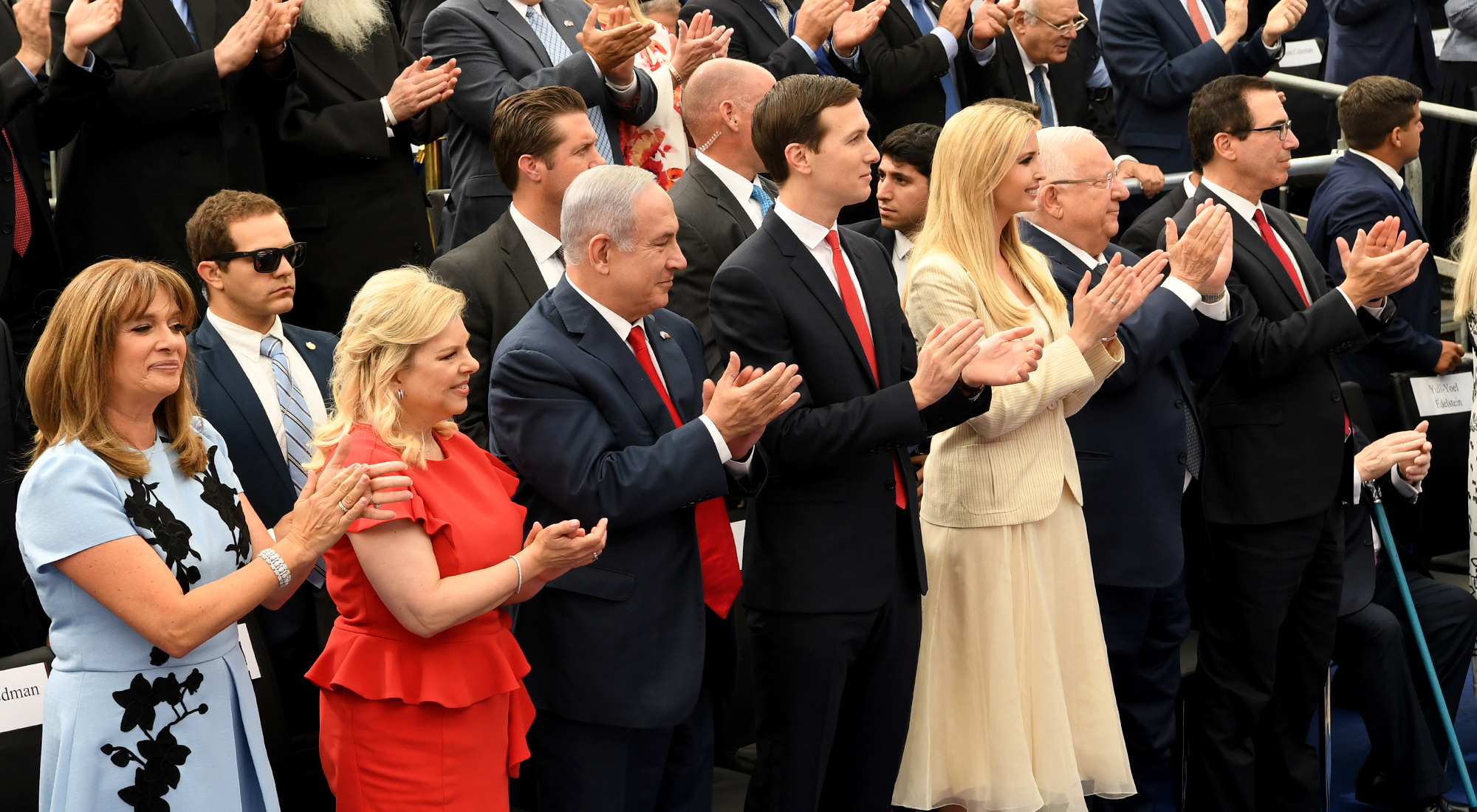
2018년 5월 14일 이스라엘 예루살렘의 주예루살렘 미국 대사관 봉헌식

- 튀르키예 (같이 보기) (NATO 회원국)
- 카타르 (같이 보기) (주요 비NATO 동맹국)
- 바레인 (같이 보기) (주요 비NATO 동맹국)
- 쿠웨이트 (같이 보기) (주요 비NATO 동맹국)
- 아랍에미리트 (같이 보기)
- 요르단 (같이 보기) (주요 비NATO 동맹국)
- 이집트 (같이 보기) (주요 비NATO 동맹국)
- 키프로스 (같이 보기)[100]

자치 지역
- 이라크 쿠르디스탄 (같이 보기)

파벌 및 조직
- 이란 인민무자헤딘
  -  이란 저항국민평의회
- 팔라비 왕실 (레자 팔라비가 이끈다)
- 시리아 민주군

옛 동맹국
- 이란 제국 (이란 혁명, 1953년 이란 쿠데타 참조)
- 틀:나라자료 Syrian opposition 자유 시리아군 (팀버 시카모어, 미국 주도 시리아 내전 개입 참조)[a][101]
- 아프가니스탄 이슬람 공화국 (2021년 탈레반 공세 참조)

### 미국과 적대적 관계
국가
- 이란 (미국-이란 관계, 이란에 대한 미국의 제재 참조)
- 시리아 (미국-시리아 관계, 미국 주도 시리아 내전 개입 참조)
- 파키스탄 (미국-파키스탄 관계, 오사마 빈라덴에 대한 파키스탄의 지원 의혹, 레터게이트 참조)[b][102]
- 튀르키예 (같이 보기)[c][103][104]
- 이라크 (같이 보기)[d][105]
- 아프가니스탄 (미국-아프가니스탄 관계, 탈레반과의 국제 관계 참조)[e][106]

조직
- 알카에다
- 이슬람 혁명 수비대
- 헤즈볼라[107]
- [[파일:|22x20px|border |alt=]] 인민동원군
- 후티
- 하마스
- 틀:나라자료 팔레스타인 이슬람 지하드
- 틀:나라자료 팔레스타인 해방대중전선
- 틀:나라자료 팔레스타인 해방인민전선 총사령부
- 인민저항위원회
- 카타이브 헤즈볼라
- 아사이브 아흘 알하크

## 비판

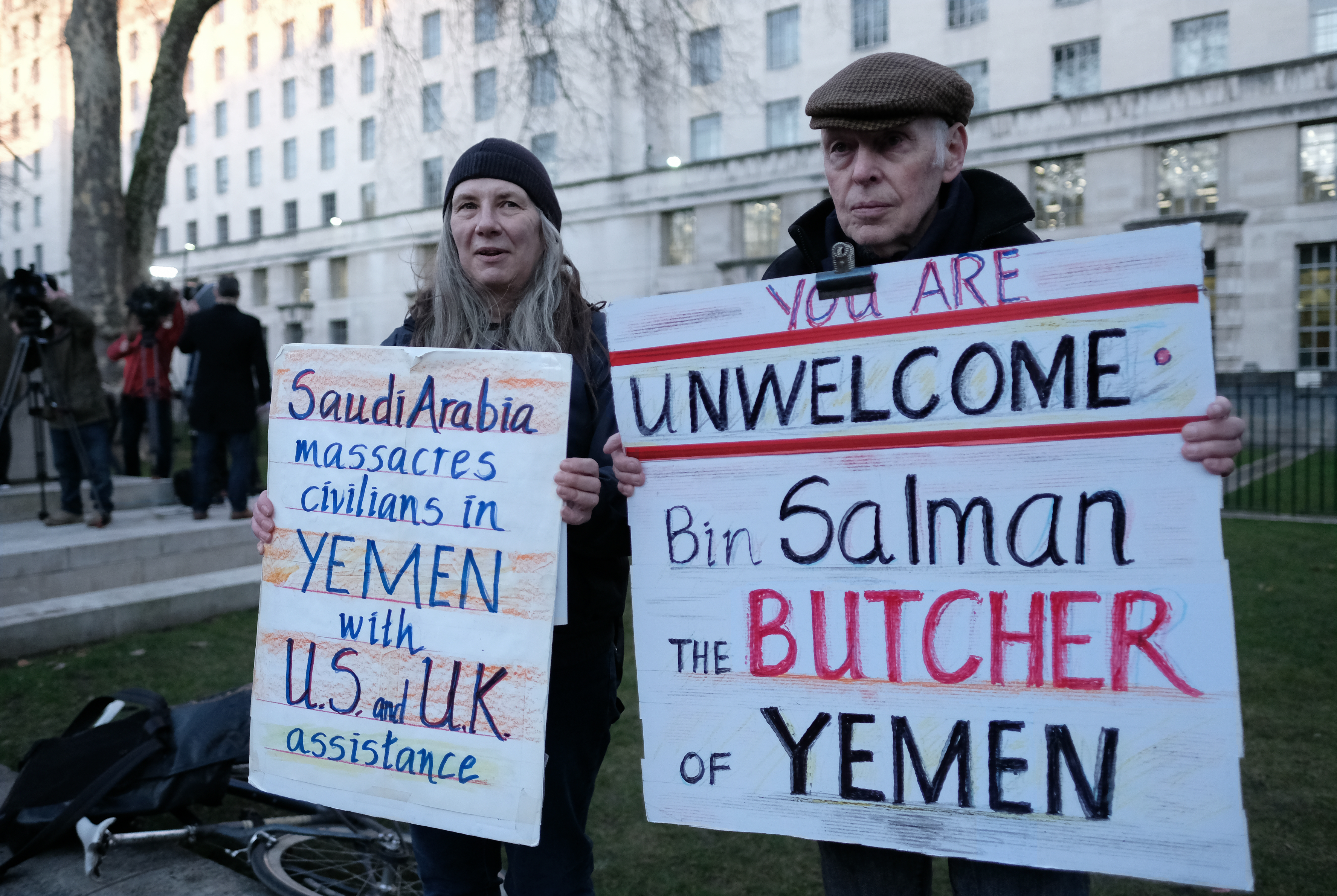
2018년 3월 사우디아라비아 주도 예멘 개입에 대한 미국의 개입에 반대하는 시위

미국은 일부 유엔 관리들로부터 팔레스타인인에 대한 이스라엘의 행동을 묵인한다고 비난받았다.

## 같이 보기
- 중동 주둔 미군 기지 공격
- 영국의 중동 외교 정책
- 미국 내 아랍 로비
- 이중 봉쇄
- 아랍 연맹의 대외 관계
- 걸프 전쟁
- 미국-중동 경제 관계
- 버락 오바마 행정부의 중동 외교 정책
- 임무 완수
- 미국의 해외 개입

책
- 이스라엘 로비와 미국 외교 정책

## 내용주
1. ↑  트럼프 행정부는 2017년에 반아사드 시리아 반군에 대한 CIA 무기 지원을 종료한다
2. ↑  미국은 파키스탄이 테러리즘을 지원한다고 비난하며 2018년에 군사 원조를 중단했다. 2021년 아프가니스탄에서 철수한 후, 미국은 또한 파키스탄의 미사일 및 핵무기 프로그램에 제재를 가했다
3. ↑  2016년 튀르키예 쿠데타 미수의 여파로 2016년경부터 양국 관계가 악화되었다
4. ↑  두 나라는 여전히 어느 정도 협력을 유지하고 있지만, 이라크 전쟁 종식 이후 관계가 악화되었다
5. ↑  미국을 포함한 대부분의 국가들은 2021년 이후 아프가니스탄 이슬람 토후국 승인을 하지 않았다

## 추가 문헌
- Baxter, Kylie, and Shahram Akbarzadeh. US foreign policy in the Middle East: The roots of anti-Americanism (Routledge, 2012)
- Bunch, Clea. "Reagan and the Middle East." in Andrew L. Johns, ed., A Companion to Ronald Reagan (2015) pp: 453–468. online
- Cramer, Jane K., and A. Trevor Thrall, eds. Why Did the United States Invade Iraq? (Routledge, 2013)
- Fawcett, Louise, ed. International relations of the Middle East (3rd ed. Oxford UP, 2016) full text online
- Freedman, Lawrence. A Choice of Enemies: America Confronts the Middle East (Public Affairs, 2009) excerpt
- Gause III, F. Gregory. "“Hegemony” Compared: Great Britain and the United States in the Middle East." Security Studies 28.3 (2019): 565-587. “Hegemony” Compared: Great Britain and the United States in the Middle East
- Hemmer, Christopher. Which lessons matter?: American foreign policy decision making in the Middle East, 1979-1987 (SUNY Press, 2012)
- Jacobs, Matthew F. Imagining the Middle East: The Building of an American Foreign Policy, 1918-1967 (2011)
- Kelley, Stephen A. "Getting to War: American Security Policy in the Persian Gulf, 1969-1991." (Naval Postgraduate School Monterey United States, 2020) online.
- Laqueur, Walter. The Struggle for the Middle East: The Soviet Union and the Middle East 1958-70 (1972) online
- Lesch, David W. and Mark L. Haas, eds. The Middle East and the United States: History, Politics, and Ideologies (6th ed, 2018) excerpt
- Little, Douglas. "His finest hour? Eisenhower, Lebanon, and the 1958 Middle East crisis." Diplomatic History 20.1 (1996): 27–54. online
- O'Sullivan, Christopher D. FDR and the End of Empire: The Origins of American Power in the Middle East (2012)
- Petersen, Tore. Anglo-American Policy toward the Persian Gulf, 1978–1985: Power, Influence and Restraint (Sussex Academic Press, 2015)
- Pillar, Paul R. Intelligence and US Foreign Policy: Iraq, 9/11, and Misguided Reform (Columbia UP, 2014) 432p
- Pollack, Kenneth.  Unthinkable: Iran, the bomb, and American strategy (2014)
- Wahlrab, Amentahru, and Michael J. McNeal, eds. US approaches to the Arab uprisings: International relations and democracy promotion (Bloomsbury, 2017).
- Wight, David M. Oil Money: Middle East Petrodollars and the Transformation of US Empire, 1967-1988 (Cornell University Press, 2021) online review